# Йозеф Куттер
Йо́зеф Ку́ттер (люксемб. Joseph Kutter, повне ім'я — Йозеф Жан Фердинанд Куттер / люксемб. Joseph Jean Ferdinand Kutter; *12 грудня 1894, Люксембург — 2 січня 1941, там же) — люксембурзький живописець; вважається найвидатнішим художником Люксембургу.

## З життя і творчості
Народився у місті Люксембурзі, у родині фотографа. Навчався у школах прикладного мистецтва у Страсбурзі і Мюнхені (1911—1914), у Кельні (1916) і в Академії мистецтв у Мюнхені (1917).
До 1924 року працював у Мюнхені, потім — у Люксембурзі.
Одружився у 1919 році.
У 1930-ті роки відвідав Баварію, Швейцарію, Амстердам, Італію, Корсику.
У своїй творчості зазнав вливу Моріса де Вламінка, німецьких і бельгійських експресіоністів (Констан Пермеке, Густав де Смет та інші). Теми робіт Куттера — людська драма, біль і пристрасть, прірва між бідністю і багатством.
Твори: «Чоловік із розрізаним пальцем», 1930 рік; цикл «Клоуни», 1936—1937 роки; «На дерев'яному конику», 1937 рік; пейзажі, портрети, натюрморти.
Трагічний характер живопису художника увиразнився з 1936 року, дати, з якої Куттер хворів на невідому хворобу. Помер у Люксембурзі від інсульту головного мозку.
Одне з найбільших зібрань картин Йозефа Куттера розміщене й експонується в Національному музеї історії та мистецтва Люксембургу.

## Галерея

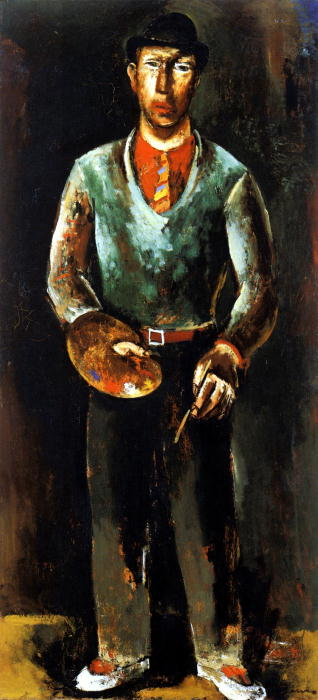
Автопортрет (бл. 1936)
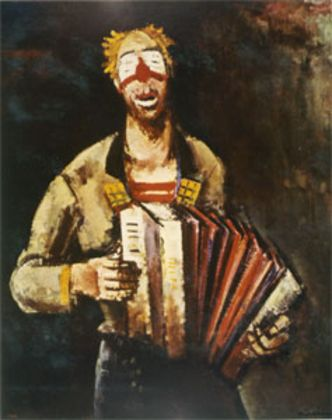
«Клоун з акордеоном» (1936)
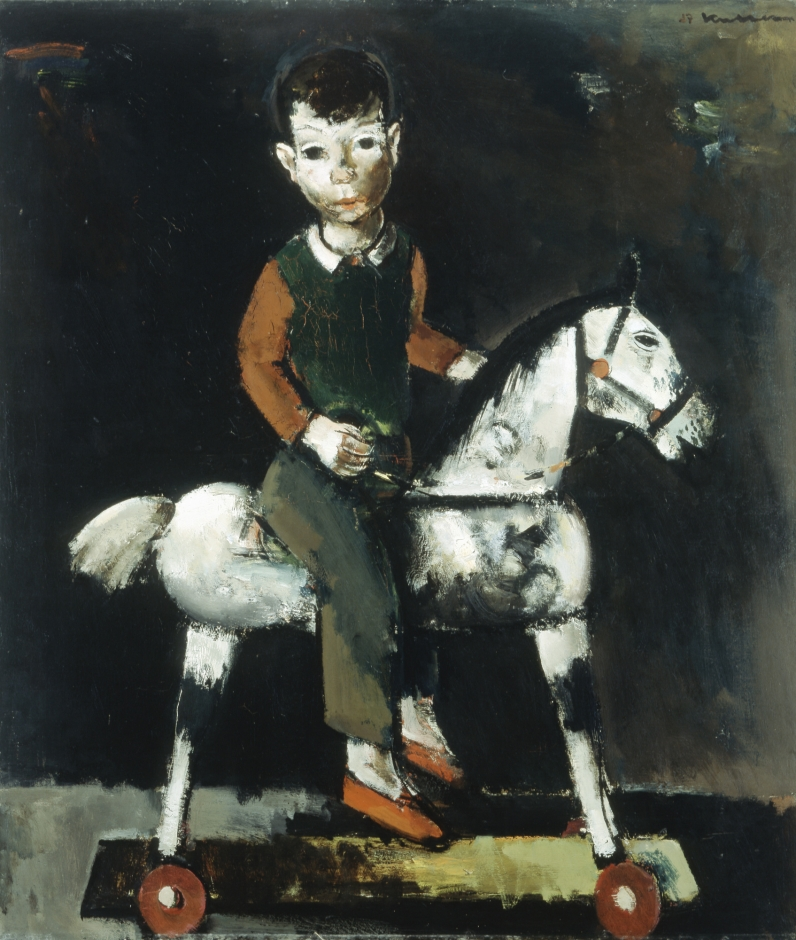
«На дерев'яному конику» (1937)
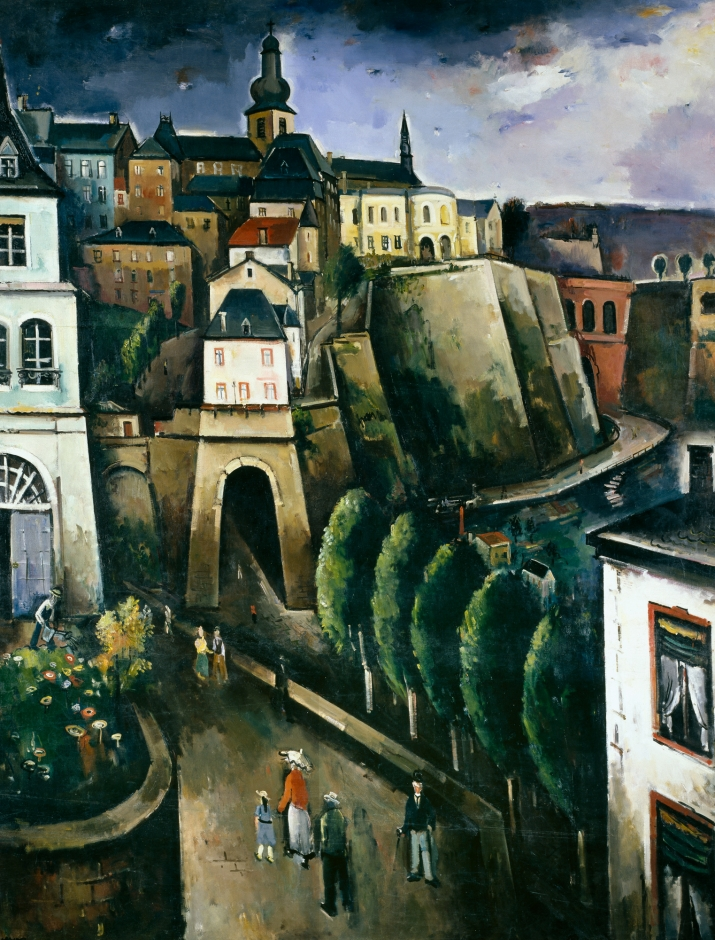
«Місто Люксембург» (1937)